# HD18279
HD18279 — хімічно пекулярна зоря спектрального класу A0, що має видиму зоряну величину в смузі V приблизно  9,4.
Вона  розташована на відстані близько 1832,3 світлових років від Сонця.

## Фізичні характеристики
Телескоп Гіппаркос зареєстрував фотометричну змінність  даної зорі з періодом    2,55 доби в межах від  Hmin= 9,53 до  Hmax= 9,37.